# ريفالدو
ريفالدو فيتور بوربا فيريرا (بالبرتغالية:Rivaldo Vitor Borba Ferreira) (مواليد 19 أبريل 1972) هو 
لاعب كرة قدم برازيلي. كان يلعب في مركز الوسط هجومي وكان من بين لاعبي منتخب البرازيل الذين حققوا كأس العالم 2002، حائز على الكرة الذهبية كأفضل لاعب في العالم عام 1999.

## الإنجازات

### النادي
بالميراس
- الدوري البرازيلي الدرجة الأولى (1): 1994
- بطولة باوليستا (2): 1994، 1996

برشلونة
- كأس السوبر الأوروبي (1): 1997
- الدوري الإسباني (2): 1997–98، 1998–99
- كأس ملك إسبانيا (1): 1997–98

ميلان
- دوري أبطال أوروبا (1): 2002–03
- كأس إيطاليا : 2002–03
- كأس السوبر الأوروبي : 2003

كروزيرو
- بطولة مينيرو (1): 2004

أولمبياكوس
- الدوري اليوناني (3): 2005، 2006، 2007
- كأس اليونان (2): 2005، 2006

بونيودكور
- الدوري الأوزبكي (3): 2008، 2009، 2010
- كأس أوزبكستان (2): 2008، 2010

### المنتخب
- كأس العالم (1): البطل في 2002; الوصيف 1998
- كوبا أمريكا (1): 1999
- كأس القارات (1): 1997

البرازيل
- كأس القارات (1): 1997
- كوبا أمريكا (1): 1999
- كأس العالم (1): البطل في 2002; الوصيف في 1998
- الألعاب الأولمبية الصيفية 1996: الميدالية البرونزية
- كأس امبرو (1): 1995

### الفردية
- الكرة الذهبية البرازيلية (2): 1993، 1994.[5]
- جائزة دون بالون (2): 1997–98.[6]
- هدّاف كأس ملك إسبانيا (1): 1997–98
- فريق البطولة في كأس العالم (2): 1998، 2002.[7]
- لاعب العام من مجلة وورد سوكر (1): 1999.[8]
- جائزة أونزي الذهبية (1): 1999.[5]
- جائزة الكرة الذهبية (1): 1999.[5]
- جائزة أفضل لاعب كرة قدم في العالم (1): 1999.[5]
- هدّاف كوبا أمريكا 1999.[5]
- أفضل لاعب في كوبا أمريكا 1999.[9]
- هداف دوري أبطال أوروبا (1): 1999–2000.[5][10]
- أفضل هداف في العالم (1): 2000.[11]
- جائزة أفضل لاعب كرة قدم في العالم: الجائزة البرونزية 2000.[12]
- كأس العالم الحذاء الفضي: 2002.[13]
- تشكيلة فيفا (1): 2002.[14]
- أفضل 125 لاعب كرة قدم حي.[15]
- أفضل لاعب أجنبي في بطولة اليونان (2): 2006، 2007.[5]
- هداف الدوري الأوزبكي (1): 2009.[16]

## الإحصائيات

### المنتخب
| البرازيل | البرازيل | البرازيل |
| العام    | الظهور   | الأهداف  |
| -------- | -------- | -------- |
| 1993     | 1        | 1        |
| 1994     | 1        | 0        |
| 1995     | 5        | 1        |
| 1996     | 2        | 2        |
| 1997     | 4        | 1        |
| 1998     | 12       | 5        |
| 1999     | 13       | 8        |
| 2000     | 11       | 8        |
| 2001     | 8        | 3        |
| 2002     | 10       | 5        |
| 2003     | 7        | 1        |
| المجموع  | 74       | 35       |

المصدر:

## وصلات خارجية
- ريفالدو على موقع الاتحاد الدولي (مؤرشف)  (الإنجليزية)
- ريفالدو على موقع الاتحاد الأوربي (الإنجليزية)
- ريفالدو على موقع قاعدة بيانات كرة القدم.إي يو (الإنجليزية)
- ريفالدو على موقع ليكيب (الفرنسية)
- ريفالدو على موقع ناشيونال فوتبول تيمز (الإنجليزية)
- ريفالدو على موقع Soccerbase.com (لاعب) (الإنجليزية)
- ريفالدو على موقع Soccerway.com (الإنجليزية)
- ريفالدو على موقع عالم كرة القدم.نت (الإنجليزية)
- ريفالدو على موقع أوليمبيديا (الإنجليزية)
- ريفالدو على موقع اللجنة الأولمبية البرازيلية (البرتغالية)